# Битва за Рамади (1917)
Битва за Рамади  произошла в центральном Ираке в сентябре 1917 года между англичанами и турками; одна из битв Месопотамской кампании во время Первой мировой войны.

## Предыстория
15-я индийская дивизия была отправлена в город эр-Рамади, примерно в 100 километрах (62 миль) к западу от Багдада, на южном берегу реки Евфрат, где был расквартирован османский гарнизон. Победа над турками поспособствовала дальнейшему продвижению британской армии вдоль реки. Неудачная попытка взять город, которая произошла 11 июля, закончилась поражением британских войск. Они были изгнаны из Эр-Рамади и отступили к Дихбану, потеряв 566 солдат.

## Ход битвы
Генерал Брукинг применил военную хитрость, приказав построить фальшивый мост и дорогу на северном берегу Евфрата, чем ввёл в заблуждение османские войска, которые ожидали, что нападение англичан начнется с той стороны. Затем 27 сентября он отправил 6-ю кавалерийскую бригаду на широкий фланговый марш, чтобы занять позиции к западу от города (на пути отступления турок). Атака началась 28 сентября, на южном берегу Евфрата, две бригады 15-го дивизии атаковали город. Хотя турки ожидали нападения противника, британцы использовали против Османского гарнизона бронированные автомобили, с которыми защитники города не были готовы бороться. Гарнизон быстро обошли и окружили. Ночью турки попытались выйти из окружения, но попытка побега была сорвана британской кавалерией и силы Османской империи сдались утром 29 сентября.
Британский манёвр был особенно эффективным и город Рамади был завоёван быстро и с меньшим, чем обычно, количеством потерь.